# Chebzí (přírodní památka)
Chebzí je přírodní památka poblíž obce Písečná v okrese Jeseník. Oblast spravuje AOPK ČR Správa CHKO Jeseníky. Důvodem ochrany jsou louky s výskytem řady zvláště chráněných druhů rostlin (zejména vstavačovitých).